# Sven Deurell
Sven Alfred Otto Deurell, född 7 juli 1904 i Stockholm, död 20 maj 1967 i Paris (folkbokförd i Vällingby kyrkobokföringsdistrikt), var en svensk målare.

## Biografi
Deurell fick sin utbildning på Valands målarskola i Göteborg med Tor Bjurström som lärare och därefter vid Konstakademin i Stockholm. Han samtida med flera av de namnkunniga Göteborgskoloristerna som Ivan Ivarsson, Ragnar Sandberg och Inge Schiöler.
Med sin lyriskt skildrade landskap från bland annat Halland, Öland och Frankrike framstår han som en mycket känslig kolorist i impressionistisk stil. Hans motiv är ofta enkelt och summariskt uppbyggda. Teckningen reducerade han till ett minimum och koncentrerade sig på att beskriva sina motiv med färgernas inneboende kraft.
Deurell har även utfört väggmålningar i Karolinska sjukhuset i Solna. Han är representerad vid bland annat Moderna museet och Norrköpings konstmuseum.
Han var sedan 1936 gift med Anna Maria Elin Deurell (1908–1998).

## Fotnoter
1. 1 2 3 4  Sveriges Dödbok 1901–2009, DVD-ROM, Version 5.00, Sveriges Släktforskarförbund (2010).
2. ↑  Moderna museet
3. ↑  Norrköpings konstmuseum. (2000 ;). Norrköpings konstmuseum : katalog. Norrköpings konstmuseum. ISBN 91-88244-22-9. OCLC 186037488. https://www.worldcat.org/oclc/186037488. Läst 29 mars 2020